# 상황성숙이론
상황성숙이론이란 헌법재판의 현재성 요건을 완화하여 기본권의 침해가 확실히 예상되는 때에는 이미 헌법판단에 적합할 정도의 실체적 요건이 성숙한 것으로 본다는 이론이다.

## 판례
- 법규범이 집행행위를 예정하고 있더라도 법규범의 내용이 집행행위 이전에 이미 국민의 권리관계를 직접 변동시키거나 국민의 법적 지위를 결정적으로 정하는 것이어서 국민의 권리관계가 집행행위의 유무나 내용에 의하여 좌우될 수 없을 정도로 확정된 상태라면 그 법규범의 권리침해의 직접성이 인정된다. 이 사건 시행령조항에 의하면 제5구의 잠수기어업 허가정수를 37건으로 규정함으로써 그 허가정수의 범위 안에서 어업허가를 받을 수 있을 뿐 이를 초과하여 어업허가를 받을 수 없는 제한을 받게 된다. 위와 같이 이 사건 시행령조항상의 허가정수에 따른 허가가 모두 이루어졌을 경우 더 이상의 어업허가는 불가능하므로, 이 사건 시행령조항에 의하여 잠수기어업을 영위할 수 없는 기본권 제한을 직접 받게 된다[1].

## 참고 문헌
- 법령에 대한 헌법소원심판청구기간의 기산점-법률신문

## 같이 보기
- 현재성